# Иштван Мајк Мајер
Иштван Мајк Мајер (мађ. István Mike Mayer; 6. јул 1924) је био мађарски фудбалер, репрезентативац и фудбалски тренер, играо је на позицији нападача.

## Каријера

### Играч
Дебитовао је 1941. године, у тиму Гама. Наступао је за Ференцварош у наредном првенству које је прекинуто због Другог светског рата, па су првенство играли само клубови из престонице, Будимпеште. После рата је са екипом био други на првом пролећном првенству 1945. године. Између 1944. и 1947. постигао је 108 голова (94 лигашка, 16 осталих) на 104 утакмице (81 лигашка, 19 интернационална, 4 домаће наградне утакмице). Између 1948. и 1955. играо је у Италији за следеће тимове: ФК Болоња, Лукезе, Наполи и Ђенова. Након пензионисања, настанио се у Сједињеним Државама.
Између 1945. и 1947. године се појавио у репрезентацији 4 пута и постигао 1 гол. Два пута је играо за репрезентацију Будимпеште (1946).

### Тренер
Мајк Мајер је започео каријеру као тренер у Кампанији, када га је ангажовала Салернитана, клуб који је играо у Серији Ц 1959/60. Убрзо је разрешен дужности због лоших резултата у четвртом колу првенства, после домаћег пораза од Фође. У сезони 1962/63. био је у Скафатезеу, у шампионату тадашње Серије Д коју је завршио на четвртом месту, седам бодова заостатка за Казертаном, промовисан је у тадашњу Серију Ц.

## Достигнућа
- Прва лига Мађарске у фудбалу
  - 2.: 1945-пролеће